# Frontière entre la Belgique et la France

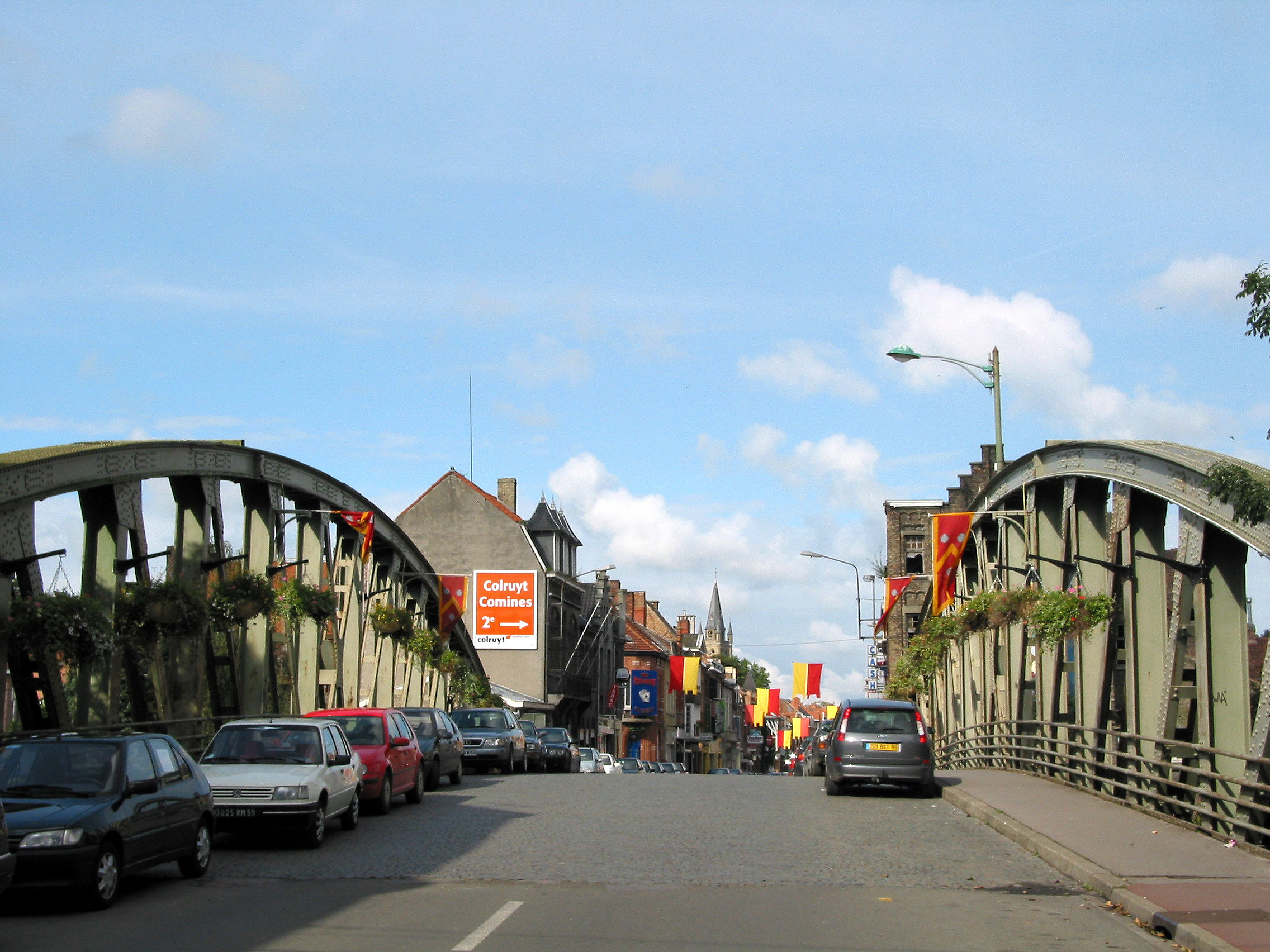
Comines-Warneton (Belgique), vue de la rue du Fort et du pont sur la Lys depuis Comines (France).

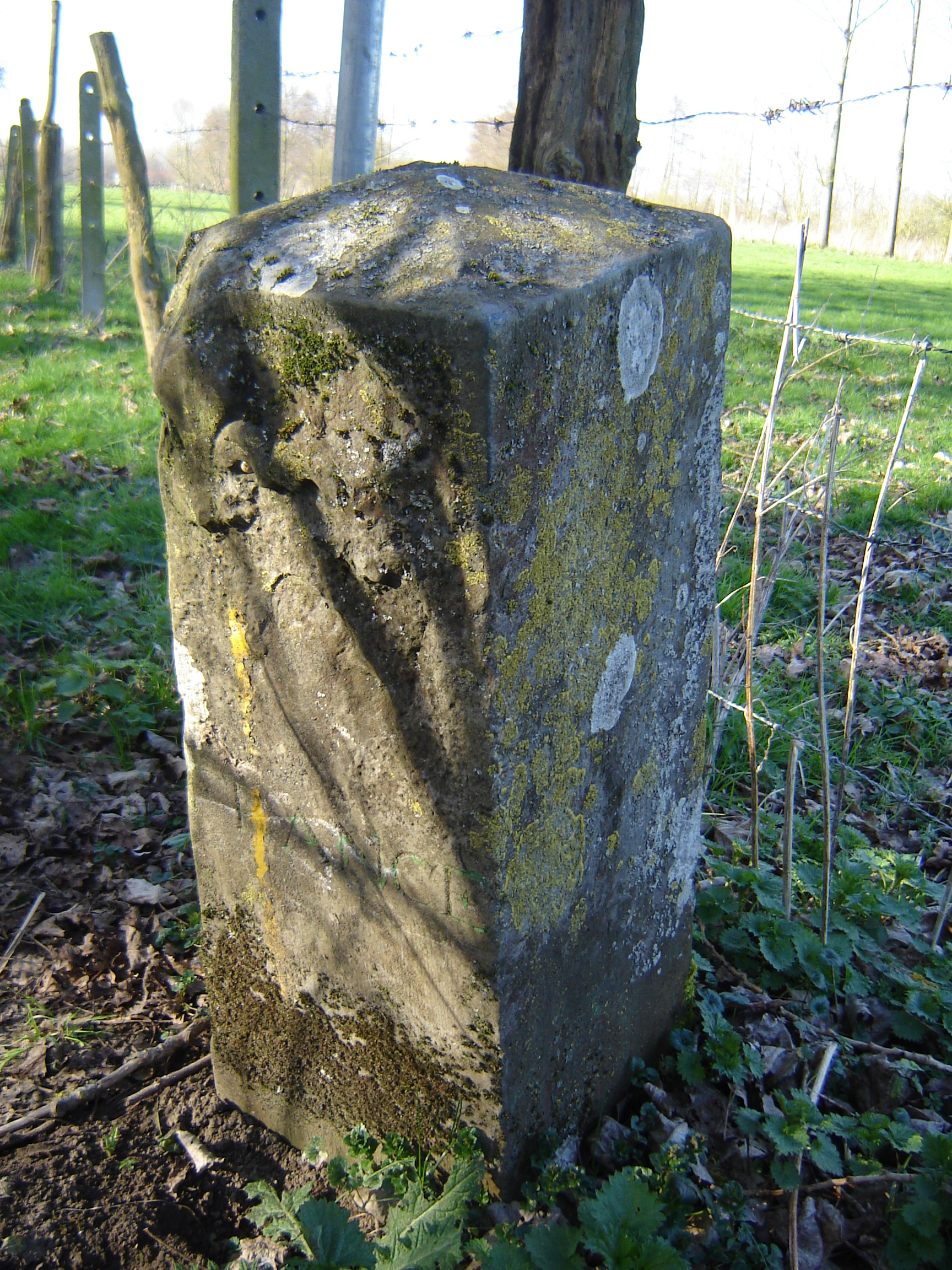
Borne frontière entre Bléharies (Belgique) et Maulde (France).

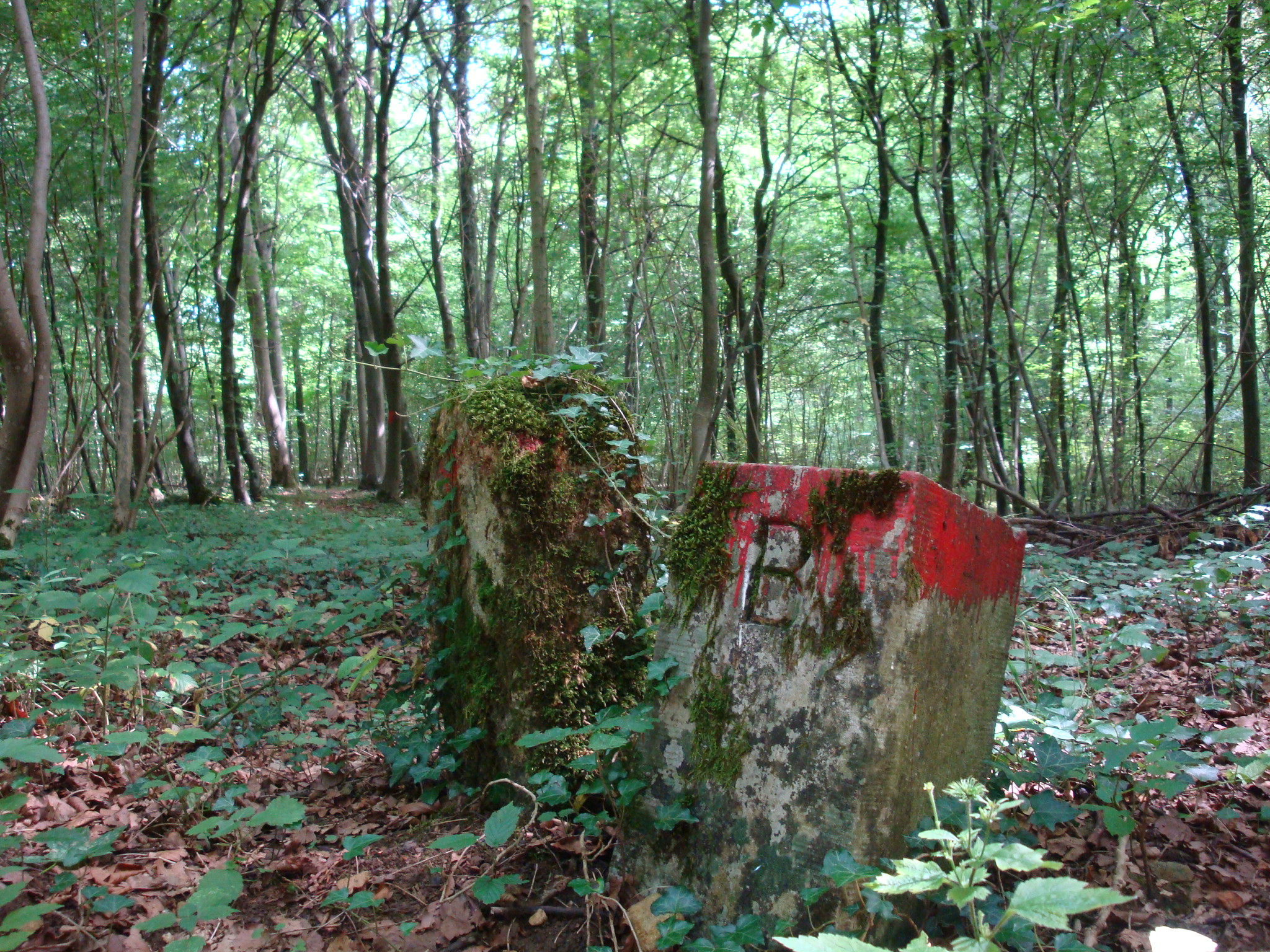
Borne frontière à proximité de Longwy (France)

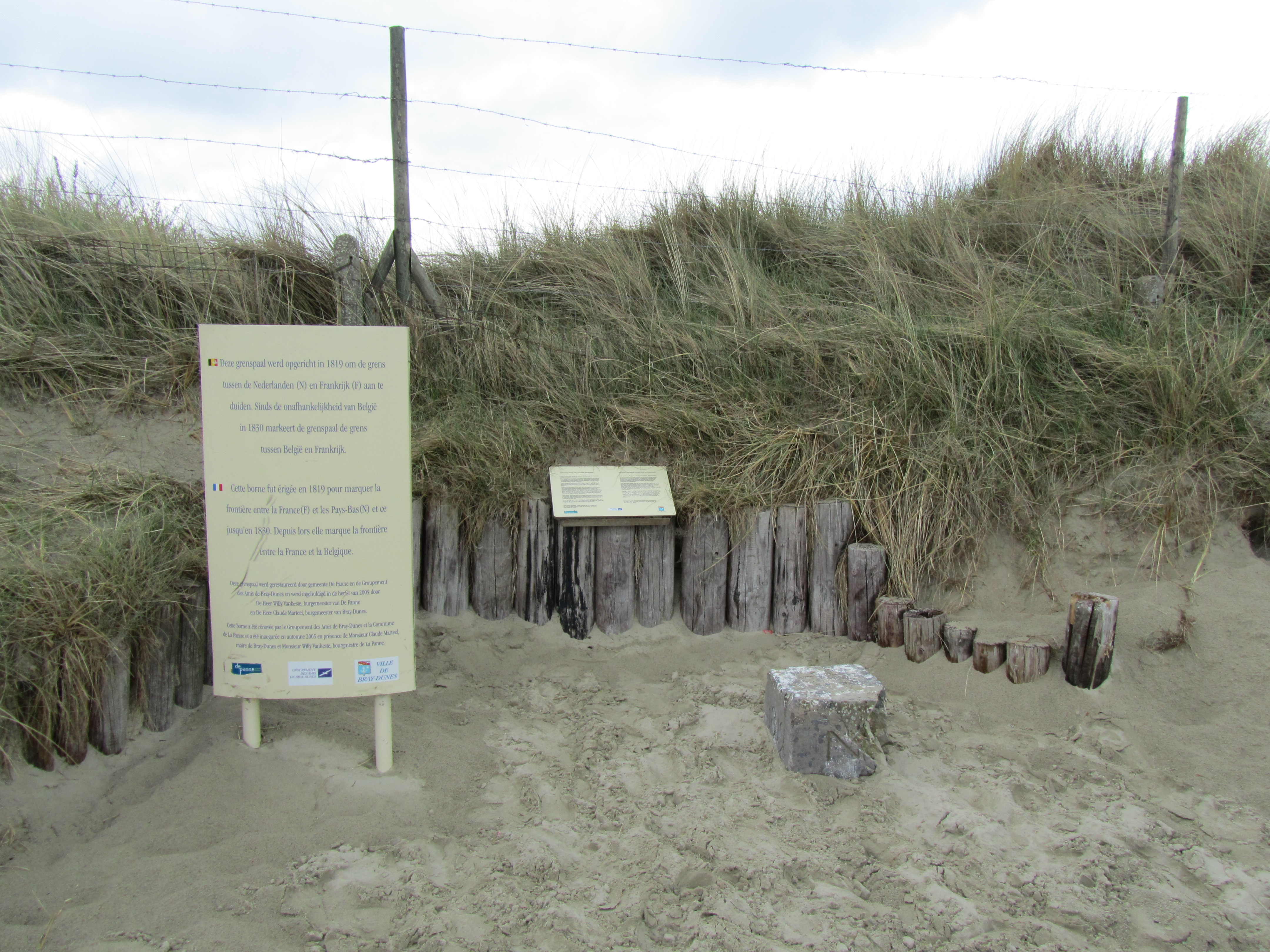
Borne frontière la plus septentrionale entre la France et la Belgique. Elle est située en bordure de la plage, entre Bray-Dunes (France) et La Panne (Belgique)

La frontière entre la Belgique et la France ou frontière franco-belge est la frontière séparant la France et la Belgique. D'une longueur de 620 km à 659 km  selon les sources, c'est la plus longue frontière terrestre de la Belgique et la première ou seconde plus longue de la France métropolitaine.

## Caractéristiques
La frontière franco-belge s'étend sur 620 km à 659 km, au nord-est de la France et au sud-ouest de la Belgique. C'est la première ou deuxième plus longue frontière terrestre de la France métropolitaine avant ou après la frontière avec l'Espagne (623 km) ; c'est aussi la plus longue frontière terrestre de la Belgique, avant celle avec les Pays-Bas (450 km). Essentiellement en plaine et ne dépassant guère 504 m d'altitude en son point le plus haut sur le plateau ardennais, elle ne correspond à aucune limite naturelle, mis à part par exemple la Lys entre Armentières et Comines-Warneton.
Son extrémité occidentale se trouve au bord de la mer du Nord entre les communes de La Panne en Belgique et de Bray-Dunes en France.
La frontière suit ensuite une direction générale sud-est, jusqu'au tripoint Belgique-France-Luxembourg (49° 32′ 47″ N, 5° 49′ 07″ E) à la jonction des trois communes d’Aubange, Mont-Saint-Martin et Pétange.
La frontière sépare deux régions et quatre provinces belges (Flandre-Occidentale, Hainaut, Namur et Luxembourg) de deux régions françaises (Grand Est, Hauts-de-France) et cinq départements français (Aisne, Ardennes, Meurthe-et-Moselle, Meuse et Nord).
Elle est matérialisée par 1825 bornes.

## Historique

### Une genèse complexe
La frontière belge peut être divisée en plusieurs secteurs, d'ouest en est :
- la frontière flamande, de Bray-Dunes à Mouscron. La France est alors en contact avec la Belgique néerlandophone (sauf à Comines-Warneton, enclave francophone). Elle correspond à la limite des conquêtes de Louis XIV sur les Flandres. Le flamand est aussi une langue régionale française dans ce secteur ;
- la frontière entre le Hainaut français et le Hainaut belge, de Mouscron aux confins des départements du Nord et de l'Aisne. La France est alors en contact avec la Belgique francophone. Il s'agit là encore de la limite des conquêtes de Louis XIV sur les Pays-Bas espagnols, jusqu'en 1678 ;
- la frontière thiérachienne et ardennaise, de Fourmies à Rocroi, qui a beaucoup varié et qui fut fixée par le second Traité de Paris de 1815. La France perd à ce moment un petit territoire mais de nombreuses positions stratégiques (Philippeville, Mariembourg, Chimay, Couvin, Fagnolle, Bouillon) ;
- la pointe de Givet, marquant la volonté des rois de France de s'implanter dans la vallée de la Meuse[réf. nécessaire] ;
- la frontière avec la province de Luxembourg, marquée par l'histoire particulière de cette région (Voir Histoire du Luxembourg).

### Récapitulatif
La Belgique fit sécession du royaume uni des Pays-Bas lors de la révolution belge en 1830. Cette sécession fut reconnue par la France en 1839 et la frontière entre la Belgique et la France date de cette époque.
Le tracé de la frontière découle des limites qui ont été précisées par le Traité des Limites (Traité de Courtrai) du 28 mars 1820 signé entre les Royaumes de France et des Pays-Bas. Il reprend plusieurs tracés précédents, entre divers États ayant disparu en 1830 :
- Entre La Panne / Bray-Dunes et Poperinge/Godewaersvelde :

1697, au traité de Ryswick entre le royaume de France et les Pays-Bas espagnols (possession du roi d'Espagne)
- Entre Locre / Bailleul et Comines :

1713, au traité d'Utrecht entre le royaume de France et les Pays-Bas autrichiens
- Entre Menin / Tourcoing et Mons / Maubeuge :

1697, au traité de Ryswick entre le royaume de France et les Pays-Bas espagnols
- Entre Binche / Maubeuge et Chimay / Fourmies :

1678, au traité de Nimègue entre le royaume de France et les Provinces-Unies
- Entre Couvin / Revin et Agimont / Givet :

1678, au traité de Nimègue entre le royaume de France et la principauté de Liège
- Entre Hastière / Givet et Aubange / Longwy :

1697, au traité de Ryswick entre la France et les Pays-Bas espagnols

### Outre-Quiévrain
L'expression « outre-Quiévrain » est utilisée dans chacun des deux pays pour désigner l'autre contrée. À la différence des expressions plus anciennes et plus usitées « outre-Manche » (pour le Royaume-Uni) ou « outre-Rhin » (pour l'Allemagne), qui renvoient à de grands obstacles naturels, outre-Quiévrain fait référence à la ville frontalière belge de Quiévrain, située sur un important axe ferroviaire reliant les deux pays. Du XIXe siècle jusqu'à la Première Guerre mondiale, Quiévrain abritait la gare-frontière de la ligne Paris-Bruxelles. Les trains s'y arrêtaient et les voyageurs étaient soumis au contrôle de la douane, installée dans une aile du bâtiment. Passé la gare dans un sens ou dans l'autre, on était donc « outre-Quiévrain »,.

## Frontière actuelle

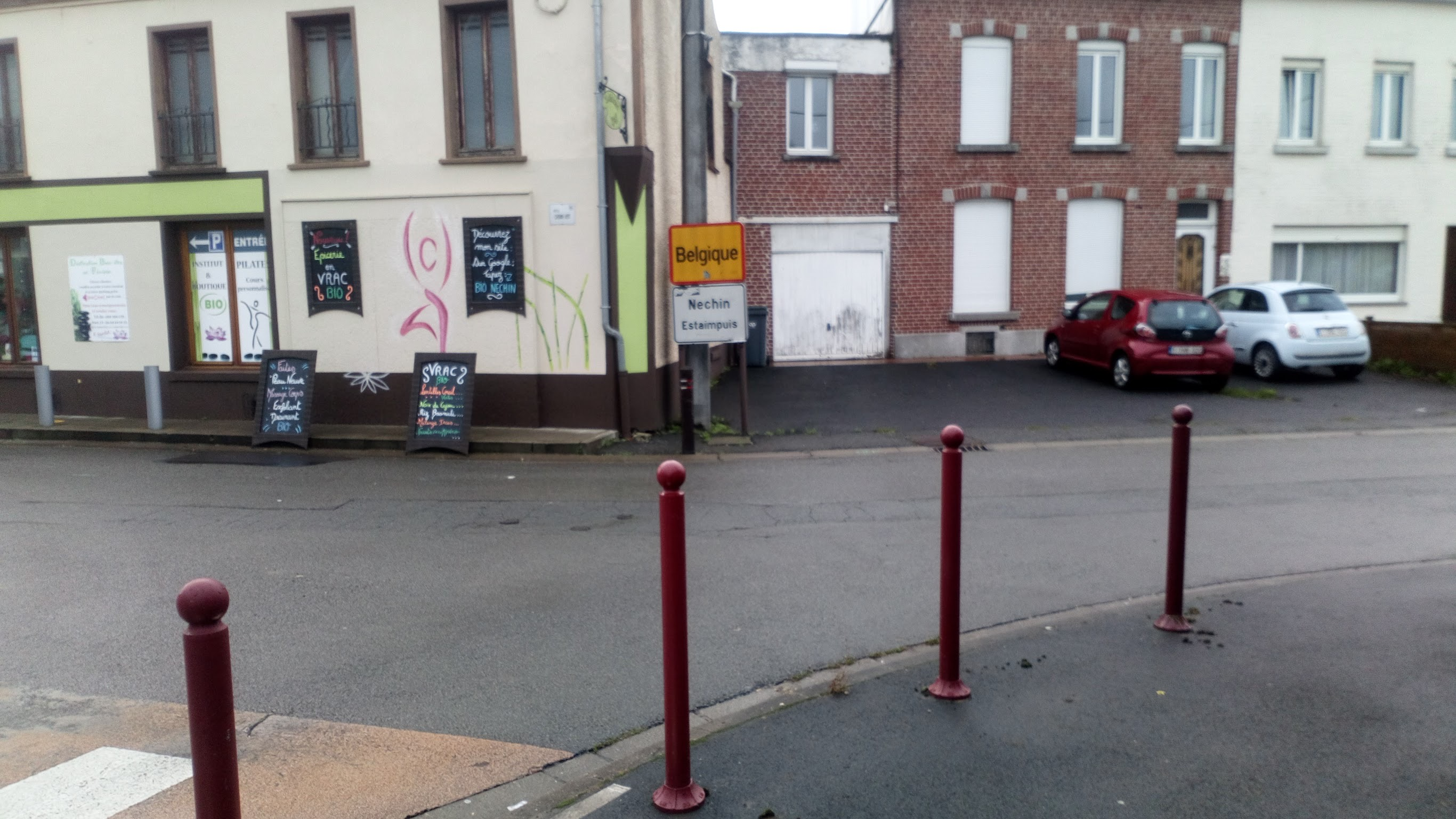
La photo est prise en France depuis la commune de Leers (Nord) et à quelques mètres de là, le territoire belge dans la commune de Néchin (province du Hainaut).

La frontière terrestre entre la Belgique et la France s'étend sur 620 km à 659 km et peut se décomposer en deux parties :
- une frontière entre la Région flamande et la France, peu étendue, qui est contiguë au département français du Nord. Cette frontière n'est pas continue car la commune de Comines-Warneton en région wallonne est enclavée entre la France et la région flamande ;
- une frontière entre la Région wallonne et la France qui forme la majeure partie de la frontière terrestre entre les deux pays.

La frontière se trouve à l'intérieur de l'espace Schengen, c'est pourquoi en temps normal, aucun contrôle à la frontière n'est effectué. Cependant, le 23 février 2016, en raison de la crise migratoire en Europe et de la possibilité du démantèlement de la jungle de Calais, la Belgique décide temporairement de rétablir le contrôle aux frontières,,.
En 2021, une borne marquant la frontière avec la France a été trouvée déplacée de 2,20 mètres dans le territoire français. La géolocalisation de la borne en 2019 a rapidement permis de remarquer la différence avec le tracé de la frontière, défini par le traité de Courtrai en 1820, provoquant toutefois des échanges administratifs entre le maire de Bousignies-sur-Roc en France et le bourgmestre d'Erquelinnes en Belgique ainsi que de nombreux articles dans la presse internationale. L’agriculteur belge, initialement soupçonné d'avoir déplacé la borne pour agrandir son terrain agricole, a nié les faits,,. En mars 2022, la borne n'a toujours pas été remise à son emplacement initial.

### Communes françaises limitrophes
Frontière franco-belge (communes limitrophes)

#### Nord
Bray-Dunes, Ghyvelde, Hondschoote, Oost-Cappel, Bambecque, Houtkerque, Winnezeele, Steenvoorde, Godewaersvelde, Boeschepe, Saint-Jans-Cappel, Bailleul, Nieppe, Armentières, Houplines, Frelinghien, Deûlémont, Warneton, Comines, Wervicq-Sud, Bousbecque, Halluin, Neuville-en-Ferrain, Tourcoing, Wattrelos, Leers, Toufflers, Sailly-lez-Lannoy, Willems, Baisieux, Camphin-en-Pévèle, Wannehain, Bachy, Mouchin, Aix-en-Pévèle, Rumegies, Lecelles, Maulde, Mortagne-du-Nord, Flines-lès-Mortagne, Hergnies, Vieux-Condé, Condé-sur-l'Escaut, Saint-Aybert, Crespin, Quiévrechain, Rombies-et-Marchipont, Sebourg, Eth, Bry, Wargnies-le-Petit, La Flamengrie, Bettrechies, Gussignies, Houdain-lez-Bavay, Hon-Hergies, Taisnières-sur-Hon, La Longueville, Gognies-Chaussée, Bettignies, Villers-Sire-Nicole, Vieux-Reng, Marpent, Jeumont, Colleret, Cousolre, Bousignies-sur-Roc, Cousolre, Hestrud, Beaurieux, Clairfayts, Eppe-Sauvage, Moustier-en-Fagne, Baives, Wallers-en-Fagne, Ohain, Anor.

#### Aisne
Hirson, Saint-Michel, Watigny.

#### Ardennes
Signy-le-Petit, Neuville-lez-Beaulieu, Regniowez, Taillette, Gué-d'Hossus, Rocroi, Fumay, Haybes, Fépin, Montigny-sur-Meuse, Vireux-Molhain, Hierges, Aubrives, Foisches, Givet, Fromelennes, Charnois, Landrichamps, Chooz, Hargnies, Thilay, Les Hautes-Rivières, Gespunsart, Vrigne aux Bois, Donchery, Saint-Menges, Fleigneux, Illy, La Chapelle, Bazeilles, Francheval, Pouru-aux-Bois, Escombres-et-le-Chesnois, Messincourt, Pure, Matton-et-Clémency, Tremblois-lès-Carignan, Mogues, Williers, Puilly-et-Charbeaux, Auflance, Sapogne-sur-Marche, Margny.

#### Meuse
Breux, Thonne-la-Long, Verneuil-Petit, Verneuil-Grand, Écouviez, Velosnes.

#### Meurthe-et-Moselle
Épiez-sur-Chiers, Charency-Vezin, Allondrelle-la-Malmaison, Longuyon, Tellancourt, Saint-Pancré, Ville-Houdlémont, Gorcy, Cosnes-et-Romain, Mont-Saint-Martin.

### Communes belges limitrophes

#### Province de Flandre-Occidentale
La Panne, Furnes, Alveringem, Poperinge, Heuvelland.

#### Province de Hainaut
Comines-Warneton.

#### Province de Flandre-Occidentale
Wervicq, Menin.

#### Province de Hainaut
Mouscron, Estaimpuis, Tournai, Rumes, Brunehaut, Antoing, Péruwelz, Bernissart, Hensies, Quiévrain, Honnelles, Dour, Frameries, Quévy, Estinnes, Erquelinnes, Beaumont, Sivry-Rance, Chimay, Momignies, Chimay.

#### Province de Namur
Couvin, Viroinval, Doische, Hastière, Houyet, Beauraing, Gedinne, Vresse-sur-Semois.

#### Province de Luxembourg
Bouillon, Florenville, Meix-devant-Virton, Rouvroy, Virton, Musson, Aubange.

## Culture populaire
- Le film Rien à déclarer se déroule à la frontière entre la Belgique et la France (dans deux villes fictives)[12],[13].

## Passages

### Points de passages routiers
Il existe de nombreux points de passages routiers traversant la frontière. Le tableau ci-dessous reprend ceux concernant les routes européennes, du nord-ouest au sud-est.
| Route européenne | Route de Belgique | Villes desservies          | Point de passage  | Villes desservies                        | Route de France |
| ---------------- | ----------------- | -------------------------- | ----------------- | ---------------------------------------- | --------------- |
| E 40             |                   | Bruxelles - Gand - Ostende | Bray-Dunes        | Calais                                   | A 16            |
| E 17             |                   | Anvers - Gand - Courtrai   | Tourcoing         | Cambrai - Reims - Beaune                 | A 22            |
| E 42             |                   | Namur - Charleroi - Mons   | Tournai           | Lille - Dunkerque                        | A 27            |
| E 19             |                   | Anvers - Bruxelles - Mons  | Crespin           | Valenciennes - Paris                     | A 2             |
| E 420            |                   | Nivelles - Charleroi       | Gué-d'Hossus      | Charleville-Mézières - Reims             | A 304           |
| E 46             |                   | Liège                      | Bouillon          | Charleville-Mézières - Reims - Rouen     | N 58            |
| E 411            |                   | Bruxelles - Namur - Arlon  | Athus             | Longwy - Metz                            | N 52            |
| E 44             |                   | Luxembourg                 | Mont-Saint-Martin | Charleville-Mézières - Amiens - Le Havre | N 52            |

### Points de passage ferroviaires
Le tableau ci-dessous reprend du nord-ouest au sud-est les lignes de chemin de fer qui traversent la frontière.
| Ligne belge            | Villes desservies                                 | Gare frontière belge | Gare frontière française | Villes desservies          | Ligne française                                    | Remarques                                                                               |
| ---------------------- | ------------------------------------------------- | -------------------- | ------------------------ | -------------------------- | -------------------------------------------------- | --------------------------------------------------------------------------------------- |
| Ligne 73 (Infrabel)    | Gand                                              | La Panne             | Bray-Dunes               | Dunkerque                  | Ligne de Dunkerque-Locale à Bray-Dunes             | barrée par un butoir à proximité de la frontière                                        |
| Ligne 75 (Infrabel)    | Gand, Courtrai                                    | Mouscron             | Tourcoing                | Lille                      | Ligne de Fives à Mouscron (frontière)              | première ligne transfrontalière au monde                                                |
| Ligne 94 (Infrabel)    | Tournai, Bruxelles, Mons, Charleroi, Namur, Liège | Froyennes            | Baisieux                 | Lille                      | Ligne de Fives à Baisieux                          |                                                                                         |
| LGV 1                  | Bruxelles, Amsterdam, Cologne                     | Bruxelles-Midi       | Lille-Europe             | Lille, Paris, Londres      | LGV Nord                                           |                                                                                         |
| Ligne 97 (Infrabel)    | Saint-Ghislain, Mons                              | Quiévrain            | Blanc-Misseron           | Valenciennes               | Ligne de Douai à Blanc-Misseron                    | inutilisable entre Quiévrain et Blanc-Misseron, seconde ligne transfrontalière au monde |
| Ligne 96 (Infrabel)    | Mons                                              | Quévy                | Feignies                 | Aulnoye-Aymeries           | Ligne d'Hautmont à Feignies (frontière)            | ancienne ligne Paris-Bruxelles                                                          |
| Ligne 130A (Infrabel)  | Charleroi                                         | Erquelinnes          | Jeumont                  | Maubeuge, Aulnoye-Aymeries | Ligne de Creil à Jeumont                           | ancienne ligne Paris - Charleroi - Liège - Aix-la-Chapelle                              |
| Ligne 154 (Infrabel)   | Namur, Dinant                                     | (Heer-Agimont)       | Givet                    | Givet                      | Ligne de Soissons à Givet                          | inutilisable entre Dinant et Givet                                                      |
| Ligne 165/2 (Infrabel) | Dinant, Libramont                                 | Aubange              | Mont-Saint-Martin        | Longwy                     | Ligne de Longuyon à Mont-Saint-Martin (vers Athus) | marchandises uniquement                                                                 |
| Ligne 165/3 (Infrabel) | Arlon                                             | Athus                | Mont-Saint-Martin        | Longwy                     | Ligne de Longuyon à Mont-Saint-Martin (vers Athus) | marchandises uniquement                                                                 |